# Säljbergtjärnen
Säljbergtjärnen är en sjö i Åsele kommun i Lappland och ingår i Ångermanälvens huvudavrinningsområde. Sjön har en area på 0,172 kvadratkilometer och ligger 350,9 meter över havet.

## Delavrinningsområde
Säljbergtjärnen ingår i det delavrinningsområde (711515-154704) som SMHI kallar för Utloppet av Sämsjön. Medelhöjden är 361 meter över havet och ytan är 40,38 kvadratkilometer. Det finns ett avrinningsområde uppströms, och räknas det in blir den ackumulerade arean 52,63 kvadratkilometer. Sämsjöån som avvattnar avrinningsområdet har biflödesordning 2, vilket innebär att vattnet flödar genom totalt 2 vattendrag innan det når havet efter 191 kilometer. Avrinningsområdet består mestadels av skog (72 procent). Avrinningsområdet har 6,47 kvadratkilometer vattenytor vilket ger det en sjöprocent på 16 procent.